# Niszczyciele typu J/K/N
Niszczyciele typów J, K, N – seria brytyjskich dużych niszczycieli z okresu II wojny światowej, należących do trzech takich samych typów: J, K i N. Zbudowano 24 jednostki (po 8 każdego typu), które trafiły do marynarek wojennych Wielkiej Brytanii, Australii, Holandii i Polski.
Jeden z okrętów tego typu służył podczas wojny w Polskiej Marynarce Wojennej jako ORP „Piorun”.

## Historia
Po skonstruowaniu dużych niszczycieli typu Tribal, charakteryzujących się wyjątkowo silnym uzbrojeniem artyleryjskim i słabszym torpedowym, ale także wysokim kosztem budowy, brytyjska Admiralicja zdecydowała zamówić serię nieco mniejszych i tańszych okrętów, o bardziej zbalansowanym uzbrojeniu. Efektem było opracowanie niszczycieli typu J. Ich konstrukcja była nowa, aczkolwiek oparta na rozwiązaniach  wcześniejszych typów brytyjskich okrętów tej klasy. Na skutek redukcji liczby kotłowni do dwóch, były to pierwsze brytyjskie jednokominowe niszczyciele. Konstrukcja ich okazała się na tyle udana, że na typie J oparto dalsze typy brytyjskich niszczycieli okresu II wojny światowej.
W marcu 1937 zamówiono serię 8 niszczycieli typu J (jedną flotyllę), w ramach programu finansowego z 1936 roku, wraz z zamówieniem 9 ostatnich niszczycieli typu Tribal. Jeszcze w tym samym roku zamówiono drugą flotyllę 8 takich samych niszczycieli typu K, w ramach programu finansowego na 1937 rok. Jako docelowy typ niszczycieli zaprojektowano następnie typ L, oparty na powiększonym kadłubie typu J. Ponieważ jednak budowa serii typu L przeciągała się, głównie na skutek problemów z uzbrojeniem, wobec napięcia w stosunkach międzynarodowych w 1939, przed wojną, zamówiono jako rozwiązanie doraźne flotyllę 8 niszczycieli typu N, powtarzających konstrukcję typu J, z modyfikacjami wprowadzanymi w trakcie służby już ukończonych niszczycieli.
Stępkę pod budowę pierwszego niszczyciela „Jervis” położono 26 sierpnia 1937, wodowano go też jako pierwszy 9 września 1938. Do służby pierwszy wszedł jednak „Jackal” w marcu 1939, a do września 1939 – reszta okrętów serii J. Budowę okrętów serii K rozpoczęto w latach 1937-1938 i weszły one do służby między sierpniem a grudniem 1939 („Javelin” i „Kashmir” zamieniono nazwami przed wodowaniem). Budowę okrętów serii N rozpoczęto w 1939, jeszcze przed wybuchem wojny (z wyjątkiem „Nonpareil”, rozpoczętego w 1940), a wchodziły one do służby pomiędzy listopadem 1940 a październikiem 1942; budowa części opóźniła się z uwagi na trudności wojenne. Wszystkie okręty typu N zostały przekazane innymi marynarkom alianckim: australijskiej, holenderskiej i polskiej. Niszczyciele brytyjskie nosiły, zgodnie z tradycją, nazwy rozpoczynające się na literę będącą oznaczeniem typu, przy czym okręty flagowe flotylli („Jervis”, „Kelly”, „Napier”) nosiły imiona admirałów. Cena kontraktowa niszczyciela typu J bez uzbrojenia i wyposażenia łączności wynosiła ok. 392 363 funtów („Jaguar”), a całkowity koszt przeciętnie 596 197 funtów.
Niszczyciele typu J/K/N stanowiły udany projekt, o silnym uzbrojeniu, bardziej zbalansowanym, niż w typie Tribal. Miały jednak nieco gorsze własności morskie i mniejszy zapas wyporności na modernizacje, przede wszystkim na zwiększanie lekkiego uzbrojenia przeciwlotniczego. Mimo to, na typie J/K/N, zwłaszcza jego kadłubie, siłowni i ogólnej architekturze, oparte były w różnym stopniu wszystkie kolejne typy brytyjskich niszczycieli okresu wojny – zarówno duże, jak L/M i Battle, jak i średnie typów O/P, Q/R, S-W i Z-Cr.

## Okręty
| Nazwa (nr taktyczny)            | Położenie stępki, stocznia  | Data wodowania | Wejście do służby | Los                                                          |
| Typ J                           | Typ J                       | Typ J          | Typ J             | Typ J                                                        |
| ------------------------------- | --------------------------- | -------------- | ----------------- | ------------------------------------------------------------ |
| Jervis (F00)                    | 26.08.1937, Hawthorn Leslie | 09.09.1938     | 05.08.1939        | wycofany 1949                                                |
| Jackal (F22)                    | 24.09.1937, Brown           | 25.10.1938     | 31.03.1939        | zatopiony 12.05.1942 (lotnictwo)                             |
| Jaguar (F34)                    | 25.11.1937, Denny           | 22.11.1938     | 12.09.1939        | zatopiony 26.03.1942 (U-Boot U-652)                          |
| Janus (F53)                     | 29.09.1937, Swan Hunter     | 10.11.1938     | 05.08.1939        | zatopiony 23.01.1944 (lotnictwo)                             |
| Javelin* (F61)                  | 11.10.1937, Brown           | 21.12.1938     | 10.06.1939        | wycofany 1949                                                |
| Jersey (F72)                    | 28.09.1937, White           | 26.09.1938     | 28.04.1939        | zatonął 04.05.1941 (mina)                                    |
| Juno (F46)                      | 05.10.1937, Fairfield       | 08.12.1938     | 24.08.1939        | zatopiony 21.05.1941 (lotnictwo)                             |
| Jupiter (F85)                   | 28.09.1937, Yarrow          | 27.10.1938     | 16.06.1939        | zatopiony 28.02.1942 (mina)                                  |
| Typ K                           |                             |                |                   |                                                              |
| Kelly (F01)                     | 26.08.1937, Hawthorn Leslie | 25.10.1938     | 23.08.1939        | zatopiony 23.05.1941 (lotnictwo)                             |
| Kandahar (F28)                  | 18.01.1938, Denny           | 21.03.1939     | 10.10.1939        | zatopiony 20.12.1941 (mina)                                  |
| Kashmir* (F12)                  | ?. 10.1937, Thornycroft     | 04.04.1939     | 26.10.1939        | zatopiony 23.05.1941 (lotnictwo)                             |
| Kelvin (F37)                    | 05.10.1937, Fairfield       | 19.01.1939     | 27.11.1939        | wycofany 1949                                                |
| Khartoum (F45)                  | 27.10.1937, Swan Hunter     | 06.02.1939     | 06.11.1939        | zniszczony przez pożar 23.06.1940                            |
| Kimberley (F50)                 | 17.01.1938, Thornycroft     | 01.06.1939     | 21.12.1939        | wycofany 1949                                                |
| Kingston (F64)                  | 06.10.1937, White           | 09.01.1939     | 14.09.1939        | uszkodzony 11.04.1942 (lotnictwo), wycofany                  |
| Kipling (F91)                   | 20.10.1937, Yarrow          | 19.01.1939     | 12.12.1939        | zatopiony 11.05.1942 (lotnictwo)                             |
| Typ N                           |                             |                |                   |                                                              |
| Napier (G97)                    | 29.07.1939, Fairfield       | 22.05.1940     | 11.12.1940        | wycofany 1956                                                |
| Nepal (G25)                     | 09.09.1939, Thornycroft     | 04.12.1941     | 29.05.1942        | wycofany 1956                                                |
| Piorun ex Nerissa (G65)         | 26.07.1939, Brown           | 07.05.1940     | 04.11.1940        | → Polska 1940-1946, wycofany 1955                            |
| Nestor (G02)                    | 26.07.1939, Fairfield       | 09.07.1940     | 12.02.1941        | zatopiony 15.06.1942 (lotnictwo)                             |
| Nizam (G38)                     | 27.07.1939, Brown           | 04.07.1940     | 08.01.1941        | wycofany 1955                                                |
| Norman (G49)                    | 27.07.1939, Thornycroft     | 30.10.1940     | 29.09.1941        | wycofany 1958                                                |
| Van Galen ex Noble (G84)        | 10.07.1939, Denny           | 17.04.1941     | 20.02.1942        | → Holandia 1942, wycof. 1957                                 |
| Tjerk Hiddes ex Nonpareil (G16) | 22.05.1940, Denny           | 25.06.1941     | 30.10.1942        | → Holandia 1942, → Indonezja 1951 „Gadjah Mada”, wycof. 1961 |

* – Budowę „Javelina” rozpoczęto jako „Kashmir”, a „Kashimr” jako „Javelin”.
Stocznie:
- J. Samuel White w Cowes (White)
- John Brown and Company w Clydebank w Szkocji (Brown)
- Fairfield Shipbuilding and Engineering Company w Govan w Szkocji (Fairfield)
- William Denny, Brothers and Company w Dumbarton w Szkocji (Denny)
- R. and W. Hawthorn, Leslie and Company w Hebburn (Hawthorn Leslie)
- Swan Hunter & Wigham Richardson w Wallsend-on-Tyne (Swan Hunter)
- Thornycroft(inne języki) w Southampton (Thornycroft)
- Yarrow Shipbuilders(inne języki) w Glasgow (Yarrow)

## Opis

### Opis ogólny
Niszczyciele typów J/K/N miały architekturę typową dla niszczycieli, cechowały się przy tym smukłą, zwartą i harmonijną sylwetką. Pokład dziobowy o niewielkim wznosie rozciągał się na ok. 40% długości kadłuba, z uskokiem na wysokości końca nadbudówki dziobowej. W stosunku do typu Tribal zmieniono kształt dziobu, z kliprowego na prostą dziobnicę, co jednak pogorszyło własności morskie i niszczyciele tych typów miały pokład dziobowy zalewany przez fale oraz zabryzgiwany mostek (do dziobu kliprowego powrócono dopiero w typie S). Rufa była kształtu typowego dla brytyjskich niszczycieli, zaokrąglona w rzucie z góry, z pionową stewą.
Dwupiętrowa nadbudówka dziobowa miała kształt standardowy dla brytyjskich niszczycieli, począwszy od typu I – niska, opływowa, ze zwężającą się klinowo przednią ścianą, ściętą skośnie u góry (typ Admiralicji). Górne piętro mieściło m.in. w przedniej części sterówkę, za nią odkryty pomost bojowy, dolne piętro było wydłużone do przodu. Za nadbudówką i uskokiem pokładu, na pokładzie górnym, był maszt trójnożny i za nim pojedynczy komin na śródokręciu – były to pierwsze brytyjskie jednokominowe niszczyciele. Podwójne stanowiska dział umieszczone były na pokładzie dziobowym (A) i pokładzie nadbudówki dziobowej (B) oraz na niewielkiej nadbudówce rufowej (X). Umieszczenie dział rufowych na nadbudówce umożliwiało wykorzystanie pokładu rufowego na bomby głębinowe i osprzęt do trałowania min TSDS (zdjęty w latach 1942−1943) lub pomieszczenia sztabowe w wydłużonej nadbudówce na liderach flotylli. Charakterystycznym elementem osprzętu trału były dwa żurawiki na rufie.
Siłownia o mocy nieco zredukowanej do Tribali, pozwalała na uzyskanie podobnej wystarczającej prędkości 36 w i dużego zasięgu pływania 5500 mil (przy 15 w), przewyższającego większość europejskich niszczycieli. Okręty miały dwie kotłownie i jedną maszynownię w prostym układzie liniowym. Redukcja liczby przedziałów siłowni nastąpiła na skutek dążenia do potanienia konstrukcji, aczkolwiek stwarzała większe ryzyko pozbawienia napędu od jednego uszkodzenia. W konstrukcji kadłuba po raz pierwszy Brytyjczycy zastosowali podłużny schemat naboru, zamiast poprzecznego.

### Uzbrojenie

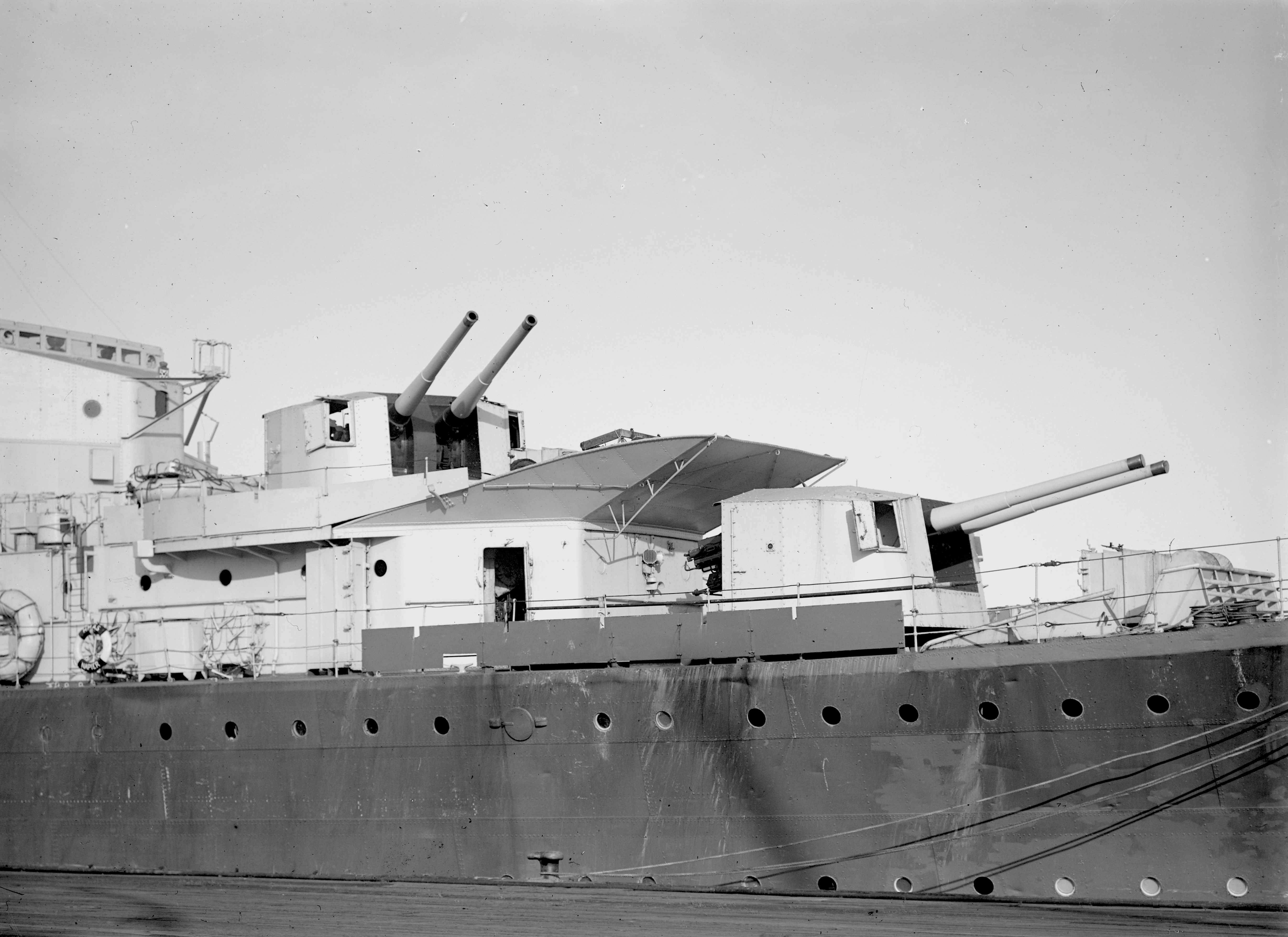
Armaty 120 mm na HMS „Napier”

Niszczyciele typów J/K/N miały silne, jak na swoją umiarkowaną wielkość, uzbrojenie artyleryjskie, składające się z 6 dział kalibru 120 mm na podwójnych postawach CP Mk XIX, chronionych głębokimi maskami, przejętych z typu Tribal. Podstawa była obracana i działa były podnoszone hydraulicznie, z prędkością do 10°/s. Same działa Mk XII były udanej konstrukcji, cechujące się sporą szybkostrzelnością – przy dobrym wyszkoleniu, możliwa była szybkostrzelność do 12 strzałów na minutę dla każdego działa. Umieszczenie rufowego stanowiska dział X na nadbudówce dawało mu szerokie pole ostrzału dookoła, aczkolwiek początkowo stanowisko to, które mogło obracać się jedynie o 340°, miało martwy kąt obrotu na wprost w kierunku rufy i w położeniu spoczynkowym skierowane było do przodu. Dopiero w początkowym okresie wojny modyfikowano rufowe podstawy w celu przeniesienia martwego kąta na kierunek dziobu, gdzie i tak ostrzał ograniczały nadbudówki. Masa jednej podstawy wynosiła 25,9 t.
Dzięki zmniejszeniu liczby dział w porównaniu z typem Tribal, zastosowano bardzo silne uzbrojenie torpedowe, które składało się aż z 10 wyrzutni torpedowych, w dwóch pięciorurowych aparatach (rzadko stosowanych na świecie), na pokładzie, w osi podłużnej okrętu. Powrócono jednak do prostszego ręcznego naprowadzania aparatów. Między aparatami znajdowała się mała nadbudówka z platformą reflektora (kryjąca ciągi wentylacyjne maszynowni). Z powodu przewidzianego przenoszenia trału na pokładzie rufowym, okręty miały początkowo stosunkowo słabe uzbrojenie przeciwpodwodne, jedynie nieco silniejsze od Tribali, w postaci 1 zrzutni na 6 bomb i 2 miotaczy bomb głębinowych. Do wykrywania okrętów podwodnych wyposażone były w standardowy hydrolokator Asdic.
Uzbrojenie przeciwlotnicze było początkowo takie samo, jak na typie Tribal, składające się z poczwórnego działka 40 mm „pom-pom” i dwóch poczwórnych wkm-ów na skrzydłach nadbudówki dziobowej. Działko 40 mm umieszczone było na małej nadbudówce za kominem (kryjącej ciągi wentylacyjne tylnej kotłowni) i dysponowało dość szerokim polem ostrzału w poziomie. Jak na okres przedwojenny uzbrojenie to było dość silne, lecz wkrótce stało się niewystarczające. Od końca 1940 zaczęto zastępować jeden aparat torpedowy przez działo przeciwlotnicze 102 mm (na niszczycielach typów J i K oprócz „Juno”, „Kandahar” i „Khartoum”). Ponadto dodawano dwa działka 20 mm Oerlikon po bokach platformy reflektora, a od połowy 1941 zamieniano mało skuteczne wkm-y na dalsze dwa działka 20 mm. Typ N wszedł do służby już w konfiguracji z działem 102 mm, 4 Oerlikonami i dodatkowymi dwoma podwójnymi wkm-ami 12,7 mm na pokładzie rufowym (wkrótce demontowanymi). Ponieważ działo 102 mm nie spełniło jednak oczekiwań w zakresie polepszenia obrony przeciwlotniczej przeciw szybko lecącym samolotom, nadając się jedynie do ognia zaporowego, od 1942 ponownie zamieniano je na wszystkich typach na aparat torpedowy. Zwiększano przy tym liczbę działek 20 mm do 10, stosując podwójne podstawy Oerlikon Mk V oraz zapas bomb głębinowych do 45. Niektóre okręty różniły się konfiguracją lekkiego uzbrojenia na skutek modernizacji. System kierowania ogniem składał się, typowo dla brytyjskich niszczycieli przed typem Tribal, z odrębnego stanowiska kierowania ogniem DCT umieszczonego na nadbudówce dziobowej i prostego dalmierza za nim. W porównaniu z Tribalami zastosowano początkowo prostszy i mniej skuteczny system kierowania ogniem przeciwlotniczym.

### Modernizacje

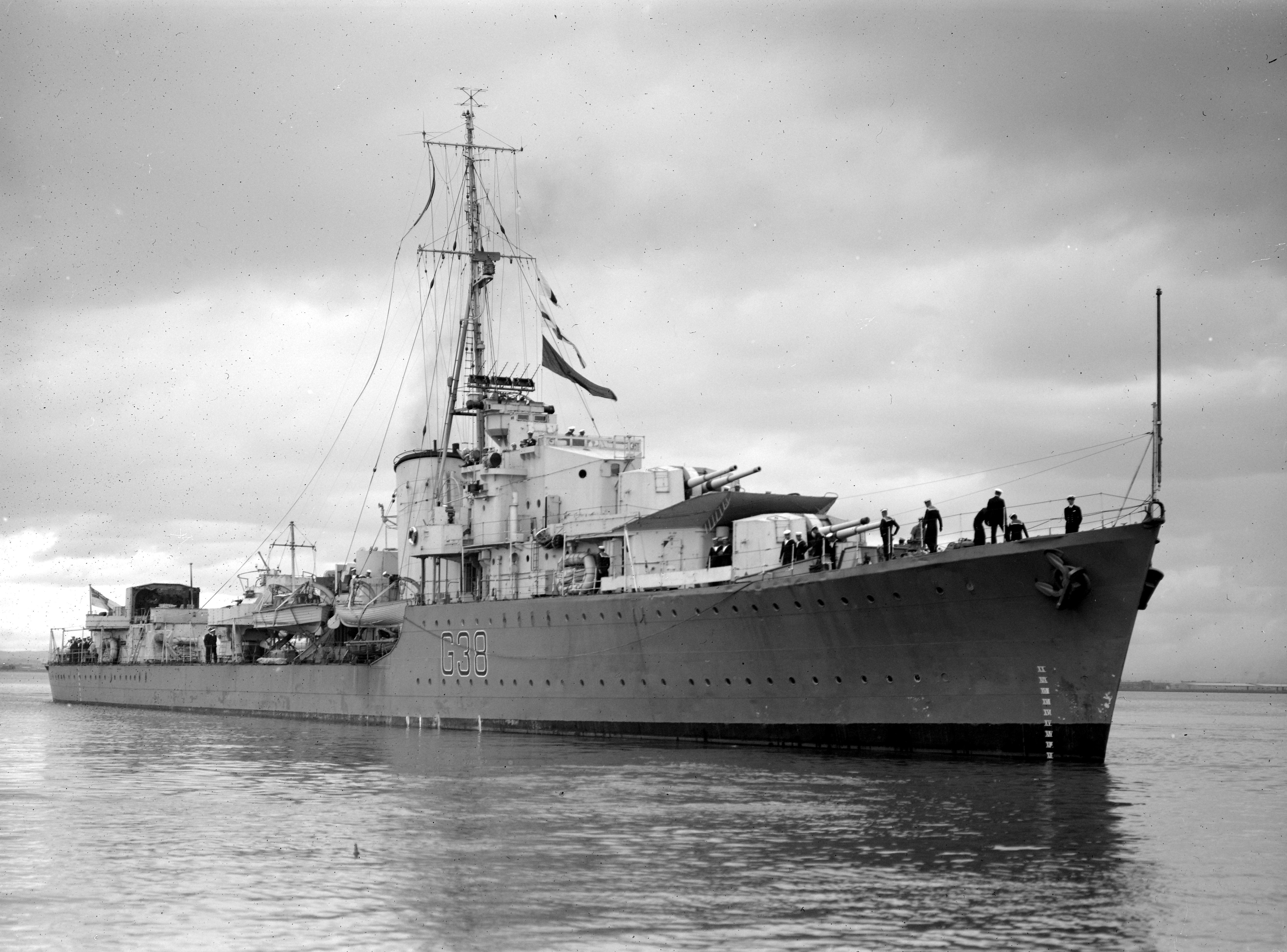
HMAS „Nizam” w 1945

Oprócz ulepszeń uzbrojenia, prowadzono inne modernizacje. Od 1941 montowano na okrętach radary – najpierw dozoru powietrznego Type 286 na maszcie i kierowania ogniem przeciwlotniczym Type 285 na obudowie dalmierza, przekształcając dalmierz w punkt kierowania ogniem przeciwlotniczym (Modified 3-man Rangefinder). Radary były później zamieniane i uzupełniane nowszymi typami. Radar Type 286 zastąpiono lżejszym i skuteczniejszym radarem dozoru powietrznego Type 291, z anteną w formie litery „X” na czubku masztu. Na „Jervis”, „Kelvin”, „Piorun” i „Norman” zastosowano dodatkowo decymetrowy radar dozoru nawodnego do wykrywania okrętów podwodnych Type 271 (tzw. „latarnię”) na platformie na śródokręciu zamiast reflektora, a na „Javelin” i „Kimberley” nowszy Type 272 na maszcie. W 1944 trójnożny maszt zamieniono na ocalałych niszczycielach typów J i K („Javelin”, „Jervis”, „Kimberley” i „Kelvin”) na kratownicowy, z radarem dozoru powietrznego Type 291 na szczycie i dozoru nawodnego Type 293. Australijskie okręty („Napier”, „Nizam”, „Nepal” i później „Norman”) otrzymały maszt palowy z amerykańskim radarem SG1.

## Służba okrętów w skrócie
Niszczyciele typów J i K weszły do służby tuż przed II wojną światową lub na jej początku i były intensywnie wykorzystywane przez marynarkę brytyjską Royal Navy na wszystkich teatrach prowadzonych operacji, zwłaszcza na Morzu Śródziemnym. Poniosły przy tym ciężkie straty – tylko 4 z 16 przetrwały wojnę. Jeden zatopiono w 1940, pięć w 1941, pięć w 1942 (w tym ciężko uszkodzony i nie naprawiony „Kingston”) i 1 w 1944. Odmienne losy miały okręty typu N, które weszły do służby w latach 1940-1942 i od początku służyły w innych marynarkach alianckich: 5 przekazano na czas wojny marynarce australijskiej i 1 polskiej (ORP „Piorun”), a 2 sprzedano Holandii. Australijskie okręty służyły głównie na Morzu Śródziemnym i Oceanie Indyjskim, holenderskie – na Oceanie Indyjskim. Z niszczycieli typu N utracono tylko 1 w 1942 (australijski „Nestor”). Po wojnie okręty australijskie i polski „Piorun” zostały zwrócone Wielkiej Brytanii.
Niszczyciele typu J zgrupowano początkowo w 7. Flotylli Niszczycieli Floty Metropolii (Home Fleet) komandora Philipa Macka. Po wybuchu wojny, flotylla ta została wydzielona w skład sił Humber Force i bazowała w ujściu rzeki Humber. Wkrótce dołączyły do nich niszczyciele typu K, tworząc 5. Flotyllę Niszczycieli Floty Metropolii komandora Louisa Mountbattena. Początkowo okręty działały głównie na Morzu Północnym, patrolując i osłaniając konwoje. Większość okrętów wzięła udział w kampanii norweskiej w kwietniu-maju 1940, w tym „Kimberley” wziął udział w II bitwie pod Narwikiem. Po kampanii norweskiej niszczyciele typów J i K zostały rozdzielone na różne teatry działań wojennych i bywały przydzielane do innych flotylli, wraz z okrętami innych typów (w 5. Flotylli czasowo zebrano resztę okrętów typów J/K na wodach brytyjskich, a 7. Flotyllę zlikwidowano i później odtworzono z australijskimi niszczycielami typu N).
W latach 1940–1941 większość okrętów została sukcesywnie przeniesiona w skład Floty Śródziemnomorskiej, biorąc w kolejnych latach aktywny udział w działaniach przeciw flocie włoskiej i żegludze państw Osi oraz osłonie konwojów na Maltę. Brały udział m.in. w I (grudzień 1941) i II bitwie pod Syrtą (marzec 1942) oraz bitwie pod Matapanem (marzec 1941). Jako pierwsze przeniesiono tam w maju 1940 „Janus” i „Juno”, które weszły w skład 14. Flotylli Niszczycieli komandora Macka. Równocześnie 4 niszczyciele skierowano czasowo dalej na Morze Czerwone („Kingston”, „Khartoum”, „Kandahar” i „Kimberley”), gdzie do kwietnia 1941 pełniły służbę eskortową. W czerwcu 1940 utracono tam HMS „Khartoum” w wyniku pożaru (był to pierwszy utracony niszczyciel tej serii). Część okrętów Floty Śródziemnomorskiej brała udział w ewakuacji Krety w maju 1941, podczas której utracono aż 3 okręty na skutek ataków lotnictwa („Kashmir”, „Kelly” i „Juno”). Lotnictwo niemieckie zatopiło także dwa niszczyciele tego typu podczas jednej akcji w dniu 11 maja 1942 („Kipling” i „Jackal”). Z kolei w kwietniu 1942 zniszczony przez lotnictwo w doku na Malcie został „Kingston”. Ocalałe okręty wspierały desanty alianckie w południowych Włoszech w 1943 i 1944, w tym pod Anzio w styczniu 1944, gdzie lotnictwo niemieckie zatopiło ostatni utracony niszczyciel tego typu – „Janus”.
Na innych teatrach działań wojennych, w 1941 ORP „Piorun” wziął aktywny udział w zakończonych sukcesem poszukiwaniach pancernika „Bismarck”. Część ocalałych okrętów powróciła w 1944 na wody europejskie – HMS „Javelin” i ORP „Piorun” wzięły 9 czerwca 1944 udział w bitwie koło wyspy Ushant. Niektóre wzięły udział w osłonie lądowania w Normandii w 1944.
Jeden z niszczycieli brytyjskich, HMS „Jupiter” walczył na Dalekim Wschodzie z Japończykami i wziął udział w bitwie na Morzu Jawajskim, podczas której zatonął 28 lutego 1942 na minie. Na Dalekim Wschodzie służyły też okręty australijskie: HMAS „Napier”, „Nestor”, „Norman”, „Nizam”, „Nepal”; służyły one także na Morzu Śródziemnym, gdzie w czerwcu 1942 lotnictwo zatopiło HMAS „Nestor”.
Zmiany uzbrojenia:
- 1939–1940:
  - 6 dział 120 mm QF Mk XII na podwójnych podstawach CP Mk XIX, osłoniętych maskami (3xII)
    - długość lufy: L/45 (45 kalibrów), donośność maksymalna 15.520 m, kąt podniesienia +40°, masa pocisku 22,7 kg, szybkostrzelność do 12 strz./min

  - 4 automatyczne armaty przeciwlotnicze 40 mm Vickers Mk VIII („pom-pom”) poczwórnie sprzężone na podstawie Mk VII (1xIV)
    - długość lufy: L/39, donośność skuteczna 3475 m, w pionie 1555 m, masa pocisku 0,91 kg,

  - 8 wkm plot 12,7 mm Vickers Mk III (2xIV) (do 1941)
  - 10 wyrzutni torpedowych 533 mm w dwóch aparatach torpedowych PR Mk II (2xV), 10 torped Mk IX
  - 1 zrzutnia na 6 bomb i 2 miotacze bomb głębinowych (20 bomb głębinowych, 180 lub 250 kg)

- 1940-1942
  - 6 dział 120 mm  QF Mk XII na podwójnych podstawach CP Mk XIX  (3xII)
  - 1 działo plot 102 mm QF Mk V na podstawie HA Mk III
    - długość lufy: L/45, kąt podniesienia +80°, masa pocisku 14,06

  - 4 automatyczne armaty plot 40 mm Vickers Mk VII („pom-pom”), poczwórnie sprzężone (1xIV)
  - 2-4 automatyczne działka plot 20 mm Oerlikon pojedyncze (od 1941)
  - 5 wyrzutni torpedowych 533 mm w aparacie torpedowym PR Mk II (1xV)
  - 1 zrzutnia i 2 miotacze bomb głębinowych (20 bomb głębinowych)

- od 1942−1943
  - 6 dział 120 mm  QF Mk XII na podwójnych podstawach CP Mk XIX (3xII)
  - 4 automatyczne armaty plot 40 mm Vickers Mk VII („pom-pom”), poczwórnie sprzężone (1xIV)
  - 4-10 automatycznych działek plot 20 mm Oerlikon (4xI lub 6xI, później 4xII i 2xI)
  - 10 wyrzutni torpedowych 533 mm (2xV)
  - zrzutnia i 2 miotacze bomb głębinowych (45 bomb głębinowych)